# شويحة خزناوي
شويحة خزناوي قرية سوريّة تتبع إداريّاً لمحافظة حلب منطقة منبج ناحية مركز منبج، بلغ تعداد سكانها 1,560 نسمة حسب التعداد السكاني لعام 2004.